# Учкуприк
Учкуприк (узб. Uchkoʻprik / Учкўприк) — городской посёлок, административный центр Учкуприкского района Ферганской области Узбекистана.
Ближайшая железнодорожная станция Коканд расположена на расстоянии 8 км.

## Население
По переписи населения 1989 года, в селе проживало 4277 человек.

## Промышленность
В посёлке функционируют заводы для чистки хлопка, асфальтобетонный, консервный и другие.